# Federació d'Escacs de l'Azerbaidjan
La Federació d'Escacs de l'Azerbaidjan (àzeri: Azərbaycan Şahmat Federasiyası, AŞF) és l'organització rectora dels escacs a l'Azerbaidjan i està afiliada a la Federació Internacional d'Escacs (FIDE). La Federació d'Escacs de l'Azerbaidjan va ser fundada el 1920 quan l'Azerbaidjan es va convertir en membre de la Unió Soviètica com l'RSS d'Azerbaidjan el mateix any, i es va reorganitzar el 1992, després que l'Azerbaidjan aconseguís la seva independència amb la dissolució de la Unió Soviètica, i es va convertir en membre de la FIDE el mateix any. La seva seu és a Bakú.

## Organització

### Funció
La junta directiva està composta per un president, un vicepresident i 5 membres, elegits per un període de 5 anys.

## Comitè executiu
El comitè executiu està format per:
- President: Mahir Məmmədov
- Primer vicepresident: Faiq Hasanov
- Vicepresident: Seymur Talıbov
- Secretària general: İlahə Qədimova

#### Presidents
1. Aynur Sofiyeva (2002–2007)
2. Elman Rüstəmov (2007–2021)
3. Mahir Məmmədov (2021–)